# Педесета изложба УЛУС-а (јесен 1970)
Педесета изложба УЛУС-а (јесен 1970) је трајала од 13. до 23. новембра 1970. године. Одржана је у галеријском простору Удружења ликовних уметника Србије односно у Уметничком павиљону "Цвијета Зузорић", у Београду.

## Каталог
За ликовно-графичку опрему каталога је заслужан Богдан Кршић. Плакат изложбе је израдио Божидар Џмерковић.

## Излагачи

### Сликарство
1. Анте Абрамовић
2. Драгослав Аксентијевић
3. Крста Андрејевић
4. Радуле Анђелковић
5. Даница Антић
6. Момчило Антоновић
7. Милош Бајић
8. Боса Беложански
9. Маринко Бензон
10. Михаил Беренђија
11. Никола Бешевић
12. Павле Блесић
13. Славољуб Богојевић
14. Вера Божичковић Поповић
15. Милан Божовић
16. Душан Бркић
17. Растко Васић
18. Милена Велимировић
19. Војин Величковић
20. Душко Вијатов
21. Дилиста Вујовић
22. Бошко Вукашиновић
23. Оливера Вукашиновић
24. Мирјана Вукмировић Пачов
25. Драга Вуковић
26. Драгољуб Вуксановић
27. Јоана Вулановић
28. Живан Вулић
29. Руди Габерц
30. Слободан Гавриловић
31. Ђорђе Голубовић
32. Александар Грбић
33. Оливера Грбић
34. Алексанар Дедић
35. Јован Димовски
36. Бранислав Динић
37. Милица Динић
38. Властимир П. Дискић
39. Бранка Ђак Марић
40. Амалија Ђаконовић
41. Милан Ђокић
42. Милорад Ђокић
43. Даринка Ђорђевић
44. Заре Ђорђевић
45. Ружица Ђорђевић
46. Димитрије Ђурић
47. Бериша Енђел
48. Владимир Живанчевић
49. Маша Живкова
50. Иванка Живковић
51. Јован Живковић
52. Божидар Здравковић
53. Јован Зец
54. Бошко Илачевић
55. Ксенија Илијевић
56. Божа Илић
57. Ђорђе Илић
58. Никола Јандријевић
59. Александар Цибе Јеремић
60. Светозар-Заре Јовановић
61. Александар-Бириљ Јовановић
62. Ђорђе Јовановић
63. Милан Јовановић
64. Вера Јосифовић
65. Предраг-Пјо Јоцић
66. Оливера Кангрга
67. Јарослав Кандић
68. Смаил Караило
69. Богомил Карлаварис
70. Божидар Ковачевић
71. Љиљана Ковачевић
72. Илија Костов
73. Анастасија Краљић
74. Коста Кривокапић
75. Јован Крижек
76. Радмила Крстић Николић
77. Драгомир Лазаревић
78. Радмила Лазаревић
79. Светолик Лукић
80. Александар Луковић
81. Виктор Мајданџић
82. Зоран Мандић
83. Бранко Манојловић
84. Војислав Марковић
85. Мома Марковић
86. Велимир Матејић
87. Душан Машовић
88. Тајко Меденица
89. Желимир Миладин
90. Миомир Миленковић
91. Драгана Милисављевић
92. Душан Миловановић
93. Бранимир Минић
94. Витомир Митровић
95. Савета Михић
96. Раденко Мишевић
97. Миша Младеновић
98. Светислав Младеновић
99. Петар Мојак
100. Драгослав Момчиловић
101. Александар Моравски
102. Марклен Мосијенко
103. Добривоје Николић
104. Миливој Олујић
105. Нада Оњин Жужић
106. Ружица-Беба Павловић
107. Чедомир Павловић
108. Димитрије Парамендић
109. Илија Пауновић
110. Стојан Пачов
111. Пепа Пашћан
112. Миодраг Петровић
113. Милорад Пешић
114. Татјана Поздњаков
115. Гордана Поповић
116. Мића Поповић
117. Павле Поповић
118. Божидар Продановић
119. Влада Радовић
120. Југослав Радојичић
121. Милутин Радојичић
122. Борислав Ракић
123. Вера Тори Ристић
124. Ратомир Руварац
125. Љубица Сокић
126. Феђа Соретић
127. Младен Србиновић
128. Миодраг Станковић
129. Милица Стевановић
130. Тодор Стевановић
131. Едуард Степанчић
132. Мирко Стефановић
133. Владимир Стојановић
134. Драгослав Сип Стојановић
135. Мирослав Стојановић
136. Стеван Стојановић
137. Живко Стојсављевић
138. Јованка Страјнић
139. Рафаило Талви
140. Емра Тахир
141. Вањек Тивадар
142. Војислав Тодорић
143. Шандор Торок
144. Дмитар Тривић
145. Радислав Тркуља
146. Стојан Трумић
147. Лепосава Туфегџић
148. Хилмиха Ћатовић
149. Милорад Ћирић
150. Реџеп Фери
151. Иван Цветко
152. Љубомир Цветковић
153. Драгана Цигарчић
154. Вера Чохаџић Радовановић
155. Милорад Џелетовић
156. Мила Џокић
157. Добрила Џоџо Поповић
158. Томислав Шеберковић
159. Мирјана Шипош
160. Кемал Ширбеговић

### Вајарство
1. Градимир Алексић
2. Габор Алмаши
3. Светомир Басара Арсић
4. Милан Бесарабић
5. Ана Бешлић
6. Милун Видић
7. Ратко Вулановић
8. Радмила Граовац
9. Савица Дамјановић
10. Стеван Дукић
11. Војислав Јакић
12. Селимир Јовановић
13. Јулијана Киш
14. Даница Кокановић Младеновић
15. Владимир Комад
16. Антон Краљић
17. Мира Летица
18. Славољуб Миловановић
19. Мирослав Николић
20. Божидар Обрадовић
21. Драгиша Обрадовић
22. Владета Петрић
23. Рајко-Нуклеарни Радовић
24. Славољуб Радојчић
25. Милорад-Раша Рашић
26. Екатарина Ристивојев
27. Љубинка Савић Граси
28. Анета Светиева
29. Славољуб Станковић
30. Татјана Сталповић
31. Милорад Ступовски
32. Михаило Томић
33. Душан Торњански
34. Јосип Хрдличка
35. Ђорђије Црнчевић
36. Милан Четник

### Графика
1. Марио Ђиковић
2. Миленко Жарковић
3. Милан Жунић
4. Милорад Доца Јанковић
5. Александар Јовановић
6. Зоран-Добротин Јовановић
7. Бошко Карановић
8. Богдан Кршић
9. Бранислав Макеш
10. Душан Матић
11. Вукосава Мијатовић
12. Душан Микоњић
13. Слободан Михаиловић
14. Вукица Обрадовић Драговић
15. Радомир Петровић
16. Ратомир Пешић
17. Добри Стојановић
18. Трајко-Косовац Стојановић
19. Халил Тиквеша
20. Милош Ћирић
21. Славољуб Чворовић